# Wibaldo di Stavelot
Wibaldo di Stavelot (Stavelot, 1098 circa – 19 luglio 1158) è stato un abate benedettino fiammingo delle abbazie di Stavelot e di Malmedy (Belgio), di Corvey (Germania) e di Montecassino (Italia).

## Biografia
Nato presso Stavelot verso il 1098, frequentò le scuole monastiche prima nella città natale e poi a Liegi, entrando poi nel monastero benedettino di Waulsort presso Namur nel 1117. Fu poi trasferito al monastero di Stavelot dove divenne abate di Stavelot e Malmedy nel 1130. Il 22 ottobre 1146 fu eletto abate di Corvey e quattro mesi dopo anche di Fischbeck e Kemnade, annessi al cenobio di Corvey da Corrado III di Svevia (1138 - 1152).
Con Wibaldo il monastero di Stavelot raggiunse il massimo periodo di splendore. Wibaldo divenne uno dei principali conciliatori del Sacro Romano Impero durante i regni di Lotario III e Corrado III. Fedele al Papato, mantenne un diplomatico equilibrio tra papa e imperatore. Nel 1137 accompagnò Lotario in una spedizione militare in Italia, e nell'occasione fu eletto abate di Montecassino in Italia. Tuttavia la durata della sua elezione a Montecassino fu soltanto di quaranta giorni, a causa della ferma opposizione di re Ruggero di Sicilia. Ritornato a Stavelot, partecipò con Alberto I di Brandeburgo alla crociata contro i Venedi, divenne quindi il principale diplomatico dell'imperatore Corrado III negli affari di Stato con il Papato e per questo motivo intraprese numerosi viaggi a Roma. Fu tutore di Enrico Berengario Hohenstaufen, figlio di Corrado III.
Con l'imperatore Federico Barbarossa, Wibaldo mantenne la sua importanza diplomatica: egli presenziò alla firma del trattato di Costanza nel 1153 e fu inviato in due missioni politiche a Costantinopoli nel 1154 e nel 1157-1158. Proprio durante il ritorno dal suo secondo viaggio a Costantinopoli, morì improvvisamente destando sospetti di avvelenamento da parte dei bizantini.
Wibaldo scrisse numerose lettere ed epistole e oltre 400 di esse sono ancora esistenti, contribuendo con preziose testimonianze alla ricostruzione storica dei regni di Corrado III e di Federico Barbarossa.
Fu anche committente di numerose opere di oreficeria renana, tra cui il reliquiario di papa Alessandro I, eseguito da Godefroid de Huy nel 1145.